# Ceratocapsisca
Ceratocapsisca is een geslacht van wantsen uit de familie van de Miridae (Blindwantsen). Het geslacht werd voor het eerst wetenschappelijk beschreven door Carvalho & Wallerstein in 1975.

## Soorten
Het genus is monotypisch en bevat alleen de volgende soort:

- Ceratocapsisca cuiabana Carvalho & Wallerstein, 1975